# Олга Ајмерсленд
Олга Ајмерсленд (Ванг у Хедмарку, 9. април 1907  — 23. август 1987)  била је норвешка педијатрица.  Остаће запамћена у медицини по епониму Imerslund-Gräsbeck syndrome, аутосомно рецесивном наследном синдрому који карактерише малолетничка пернициозна анемија узрокована селективном малапсорпцијом витамина Б12, први пут описаном 1952. године.

## Живот и каријера
Рођена је 9. априла  1907. године у насељу  Ванг у Хедмарку округ у источном делу Норвешке, од оца Микела Ајмерсленда, фармера и мајке Oleane Thorud. Дипломирала је медицину на Универзитету у Ослу 1936. Током наредних пет година радила је у болницама у Халдену (1936-1937), Ставангеру (1938) и Трондхејму (1938-1941).
Током Другог светског рата била је помоћник лекара у Göteborgs barnsjukhus 1941-1942, и 1943-1945 у болници коју су водиле норвешке здравствене власти у Единбургу.
После рата радила је на дечјем одељењу Ullevål sykehus, Осло (1947-1948), Rikshospitalet, Осло (1948-1950), Haukeland sykehus, Берген (1950-1951), и 1951-1955 поново у Rikshospitalet.
Једно време провела је на усавршвању:  у Копенхагену 1949. године, а потом од 1956. до 1957. године (као стипендиста) у САД.
Током 1959. до 1961. била је главни лекар у скандинавској наставној болници у Кореји. Постала је одобрени специјалиста за дечије болести 1947. године, а 1948. такође за унутрашње болести.
Олга је аутор око 25 чланака из области педијатрије.